# فادي ملكي
فادي ملكي (بالسويدية: Fadi Malke)‏ (13 يناير 1986 بالسويد - ) هو لاعب كرة قدم سويدي في مركز الدفاع. شارك مع منتخب السويد تحت 17 سنة لكرة القدم. أما مع النوادي، فقد لعب مع نادي برومابويكارنا ونادي هاماربي لكرة القدم وHammarby Talang FF ‏ وHammarby IF ‏ ونادي إسكلستونا.

## روابط خارجية
- فادي ملكي على موقع اتحاد السويد (السويدية)
- فادي ملكي على موقع قاعدة بيانات كرة القدم.إي يو (الإنجليزية)
- فادي ملكي على موقع Soccerway.com (الإنجليزية)